# منتخب دومينيكا للكريكت
منتخب دومينيكا للكريكت (بالإنجليزية: Dominica national cricket team)‏ هو ممثل دومينيكا الرسمي في المنافسات الدولية في الكريكت .